# Линдзи, Уильям (футболист)
Уи́льям Ли́ндзи (англ. William Lindsay; 3 февраля 1847 — 15 февраля 1923) — английский футболист, защитник. Выступал за футбольные клубы «Уондерерс», «Кристал Пэлас», «Сивил Сервис», «Гитанос» и «Саут Норвуд». Также провёл один матч за футбольную сборную Англии. В составе футбольного клуба «Уондерерс» выиграл три Кубка Англии. Также выступал за крикетный клуб графства Суррей.

## Ранние годы и образование
Родился в Варанаси (Британская Индия) в семье майора Уильяма Линдзи из 10-го пехотного полка (Северный Линкольн). Его отец, мать и почти вся семья были убиты во время Восстания сипаев в ходе Канпурской резни в июне 1857 года. Уильям, его младший брат и сестра выжили. Сирот перевезли в Англию. В 1858 году Уильям поступил в Винчестерский колледж. Выступал за футбольную и крикетную команду колледжа. В 1860 году выиграл турнир колледжа по прыжкам в длину. В 1863 году выиграл турнир колледжа по прыжкам в длину и в высоту, а год спустя выиграл турнир по прыжкам с шестом.

## Футбольная карьера
После окончания колледжа какое-то время играл за команду «Олд Уайкхэмистс» (составленную из выпускников Винчестерского колледжа), а также за клубы «Кристал Пэлас», «Сивил Сервис», «Гитанос» и «Саут Норвуд».
В 1875 году стал игроком клуба «Уондерерс». 2 октября 1875 года дебютировал за клуб в матче против «Клэпем Роверс» и провёл за команду 8 матчей, пять из которых — в Кубке Англии. «Уондерерс» вышел в финал турнира, где обыграл «Олд Итонианс» в переигровке.
В сезоне 1876/77 Линдзи провёл за «Уондерерс» семь матчей, включая три игры в Кубке Англии. Команда вновь вышла в финал Кубка Англии, где обыграла «Оксфорд Юниверсити» со счётом 2:1. Победный гол «Уондерерс» уже в добавленное судьёй время забил Линдзи.
В сезоне 1877/78 «Уондерерс» в третий раз подряд вышел в финал Кубка Англии, где обыграл «Ройал Энджинирс» со счётом 3:1. Таким образом, Линдзи выиграл три Кубка Англии подряд.
Впоследствии Линдзи продолжал периодически выступать за «Уондерерс» до января 1880 года, когда его команда уступила клубу «Олд Итонианс» со счётом 0:3 в последней игре «Уондерерс» в Кубке Англии.

## Карьера в сборной
С 1870 по 1872 года провёл пять матчей за сборную Шотландии в неофициальных встречах против сборной Англии. Линдзи был приглашён в шотландскую сборную, так как его отец был родом из Данди. Однако эти матчи считаются «представительскими» (неофициальными) и не включаются в официальную статистику.
3 марта 1877 года провёл свой первый и единственный официальный матч за сборную Англии против Шотландии. Англичан на тот матч выбирали «по принципу доступности, а не по умению». Матч завершился победой шотландцев со счётом 3:1, единственный гол англичан забил Альфред Литтлтон.

## Крикетная карьера
В 1864 и 1865 году играл за крикетную команду Винчестерского колледжа.
В 1876 году начал выступать за крикетный клуб графства Суррей, где провёл семь сезонов. Также выступал за крикетный клуб графства Девон.

## Достижения
«Уондерерс»
- Обладатель Кубка Англии (3): 1876,  1877, 1878

## Вне спорта
В 1867 году начал работать младшим клерком в отделе снабжения министерства по делам Индии. С 1877 по 1881 год был личным секретарём заместителя секретаря министерства по делам Индии, а в 1882 году стал старшим клерком. Был личным секретарём лорда Джорджа Хэмилтона, Эдварда Станопа, маркиза Лансдауна и виконта Энфилда до выхода на пенсию в 1900 году.
В 1871 году женился на Эмили Агнес Эдвардс (которая была старше Уильяма на четыре года). У пары было двое детей (сын и дочь).
Уильям Линдзи умер в своём доме в Рочестере в феврале 1923 года в возрасте 75 лет.